# Ammortamento a rate anticipate
L'ammortamento a rate anticipate prevede che il pagamento di ciascuna rata (supposto che le rate siano equintervallate ed n sia il numero di periodi previsti per l'ammortamento)  venga pagato all'inizio del periodo corrispondente alla rata (mensile, trimestrale, annuale).
Sia k= 0, 1, 2, ..., n-1 uno degli n periodi, si ha che la quota della rata {\displaystyle R_{k}} al periodo k è pari alla somma di una quota d'interessi {\displaystyle I_{k}} e di una quota di capitale {\displaystyle C_{k}}:
{\displaystyle R_{k}=C_{k}+I_{k}}
mentre 
{\displaystyle R_{n}=0}.
Per l'attualizzazione delle rate deve essere soddisfatto il vincolo di equivalenza finanziaria:
{\displaystyle S=\sum _{k=0}^{n-1}R_{k}(1+i)^{-k}}
È prassi finanziaria valutare il debito residuo immediatamente prima delle rate in scadenza. Quindi sia k il periodo in considerazione e {\displaystyle D_{k}^{-}} il debito residuo valutato subito prima dell'inizio di tale periodo si ha:
{\displaystyle D_{k}^{-}=\sum _{j=k}^{n-1}C_{j}}   per k= 0, 1, 2, ..., n-1 
{\displaystyle D_{k}^{-}=0}   per k= n
ovvero (scrivendo il debito in funzione dell'intero importo S):
{\displaystyle D_{k}^{-}=S}       per k=0
{\displaystyle D_{k}^{-}=S-\sum _{j=0}^{k-1}C_{j}}      per k= 1, 2, ..., n-1
{\displaystyle D_{k}^{-}=0}       per k=n
Si noti che {\displaystyle D_{k}^{-}=D_{k-1}} vale a dire che il debito residuo calcolato immediatamente prima del pagamento della rata in scadenza nel periodo k coincide con il debito residuo calcolato immediatamente dopo il pagamento della rata che scade nel periodo k-1.
Ne deriva che subito prima che il prestito venga erogato si ha {\displaystyle D_{0}^{-}=S}, di conseguenza all'inizio del prestito ({\displaystyle k=0}) la somma ricevuta dal debitore è già detratta della prima rata, quindi il debitore riceve una somma pari a {\displaystyle S-R_{0}}.
La quota interessi che viene pagata in ciascun periodo k si riferisce agli interessi relativi al periodo [k,k+1] ed è proporzionale al debito residuo del periodo {\displaystyle D_{k}} (che coincide con {\displaystyle D_{k+1}^{-}} ).
{\displaystyle I_{k}=D_{k}i(1+i)^{-1}=dD_{k}=dD_{k+1}^{-}}   con  {\displaystyle d=i/(i+1)}  e  {\displaystyle k=0,1,2,...,n-1}
Considerando le tre seguenti equazioni (già definite sopra):
{\displaystyle D_{k+1}^{-}=D_{k}^{-}-C_{k}}
{\displaystyle I_{k}=dD_{k+1}^{-}}
{\displaystyle R_{k}=C_{k}+I_{k}}
si può mettere in relazione debito residuo e rate secondo quanto segue:
{\displaystyle D_{k+1}^{-}=D_{k}^{-}-C_{k}=D_{k}^{-}-R_{k}+I_{k}=D_{k}^{-}-R_{k}+dD_{k+1}^{-}}
da cui si ottiene
{\displaystyle D_{k+1}^{-}(1-d)=D_{k}^{-}-R_{k}}
considerando 1 - d = 1 - i / (1+i) = 1 / (1+i) = v, si ha la relazione voluta: 
{\displaystyle R_{k}=D_{k}^{-}-vD_{k+1}^{-}}.